# Hřibový strop

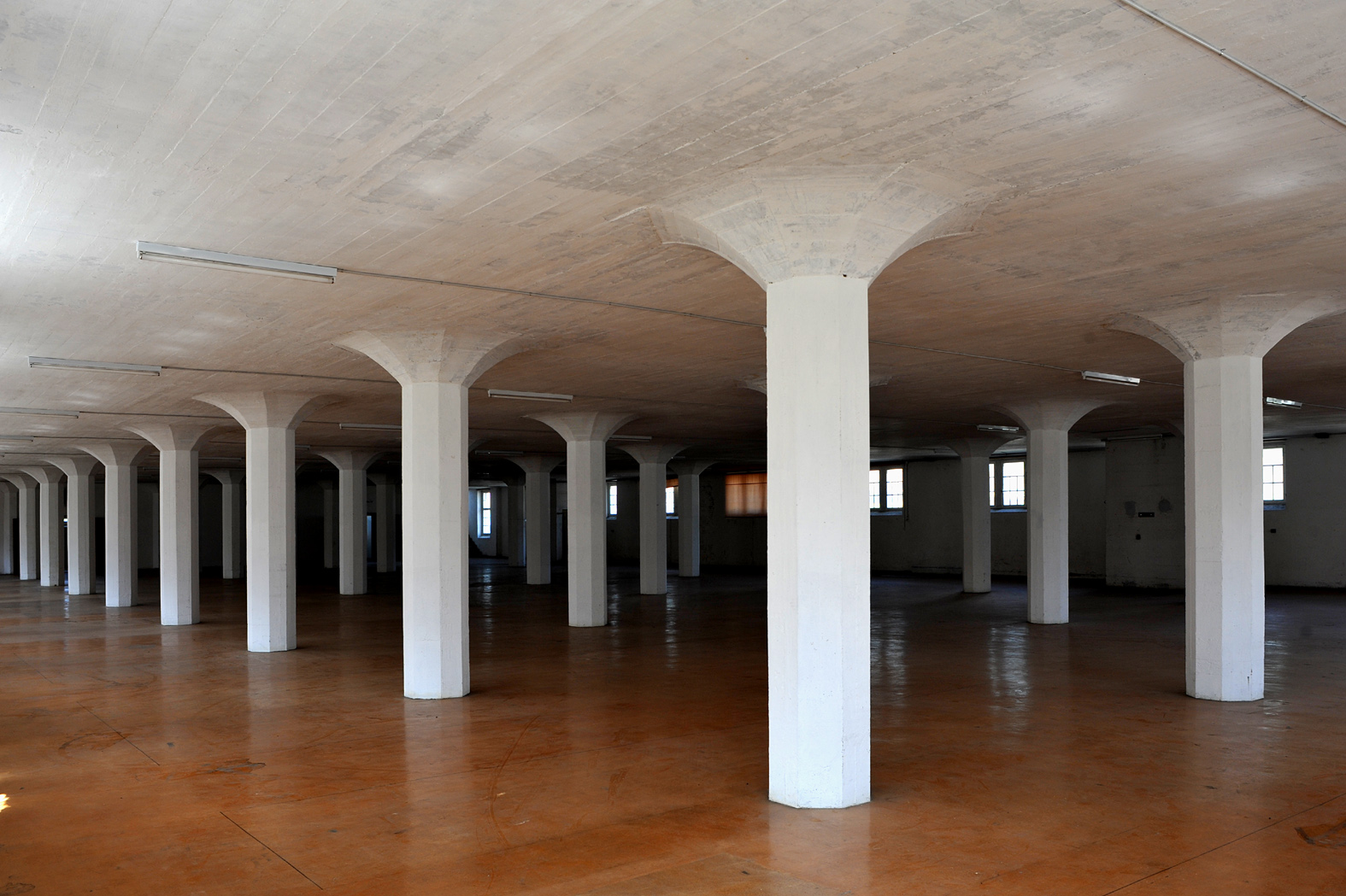
Jedny z prvních hřibových hlavic. Robert Maillart, skladiště Curych

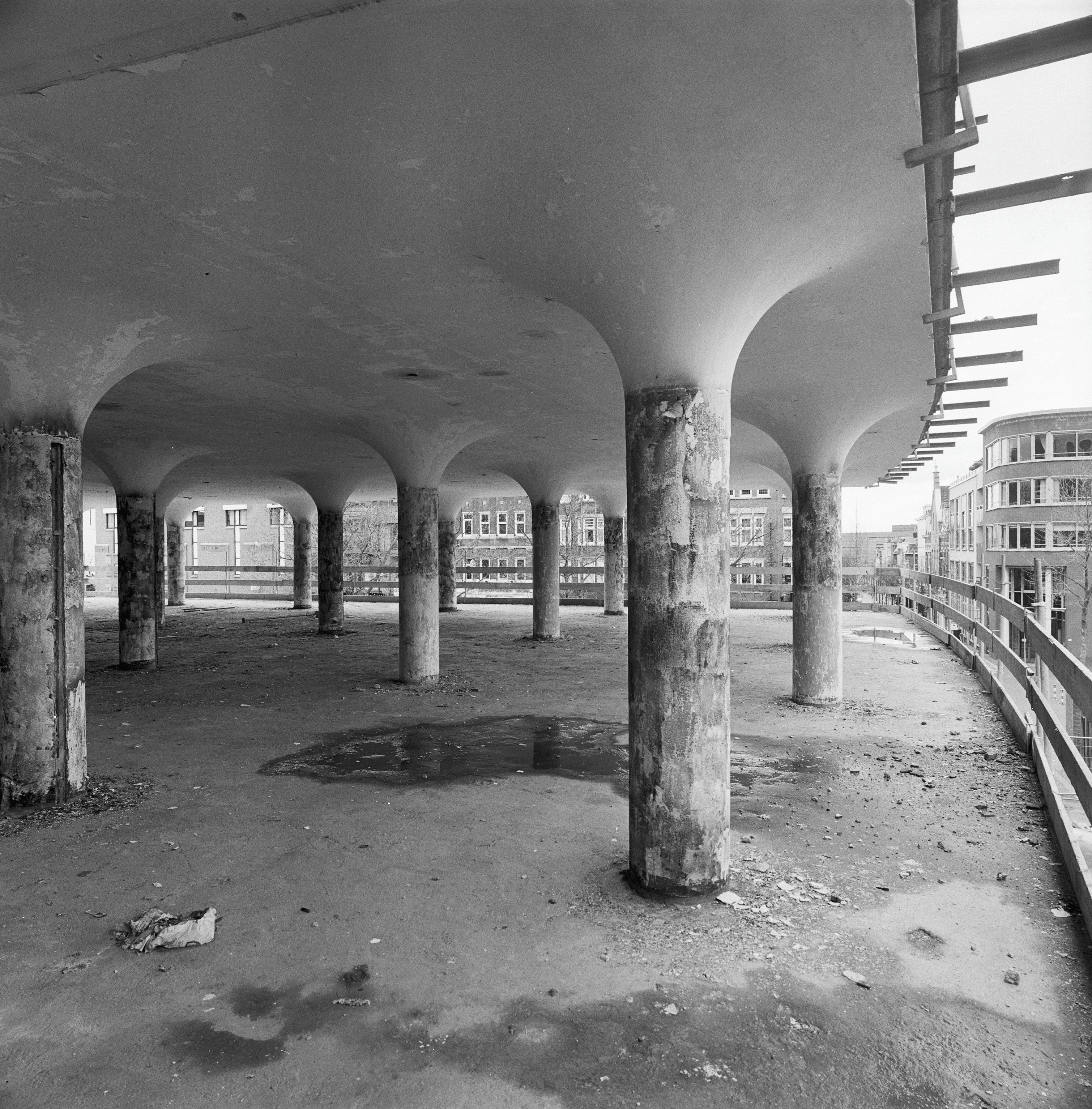
Trombické hřibové hlavice Skleněného paláce v Heerlenu, Nizozemí

Hřibové stropy nebo hřibové střechy (někdy také ploché stropy) jsou bezprůvlakové stropy, kdy přenos sil mezi sloupem a vodorovnou deskou je zajištěn pomocí hřibové hlavice, častěji zjevné nebo skryté přímo v síle stropu.

## Hřibové stropy
Jsou železobetonové stropy na pravidelném rastru nebo v kolonádě. Vznikly z potřeby reagovat na velká plošná zatížení, při relativně velké potřebě odstupu sloupů a zároveň potřebě spíše hladkého stropu bez průvlaků. Jejich vznik souvisí s pokročilým stupněm vývoje technologií železobetonu při současném nárůstu potřeby nových průmyslových a skladových prostor. Časově spadá do prvního desetiletí 20. století. Obecně se má za to, že první skutečné hřibové stropy vytvořil americký konstruktér Claude Allen Porter Turner v Minneapolis. Ovšem ke hřibovým stropům mířily již snahy dřívějších konstruktérů, inženýrů a architektů, zejména François Hennebique. Hřibový strop se v pravé míře, jak je dnes nejčastěji známa rozvinul s odbornou činností švýcarského konstruktéra a architekta Roberta Maillarta, čímž byl vývoj v základních rysech završen. Do poloviny 20. let se již v návrhové i stavební praxi objevily všechny tvarové varianty hřibových hlavic a to jehlanová (pyramidální), kuželová, hranolová, polygonální a posléze velmi oblíbená trombická.

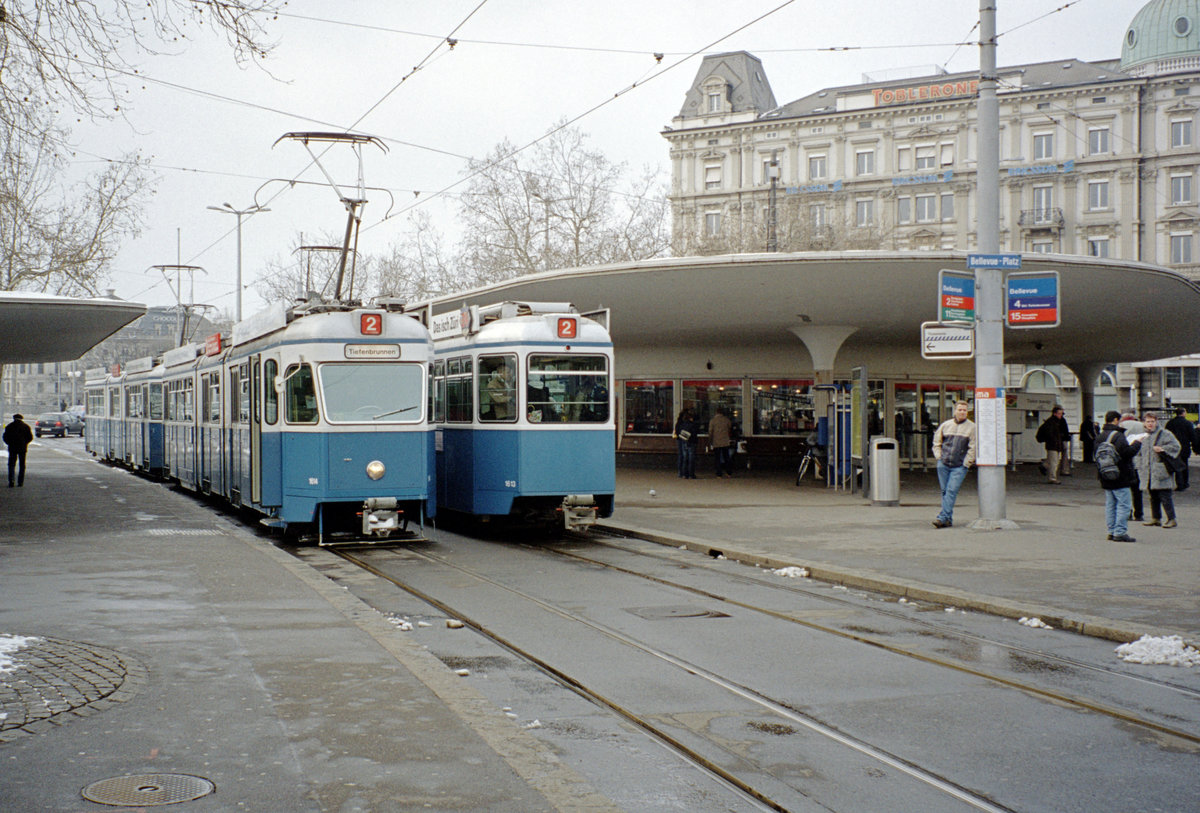
Ocelová nosná konstrukce budovy Baldachýn tramvajové stanice (uzlu) Bellevue v Curychu, Herter 1937

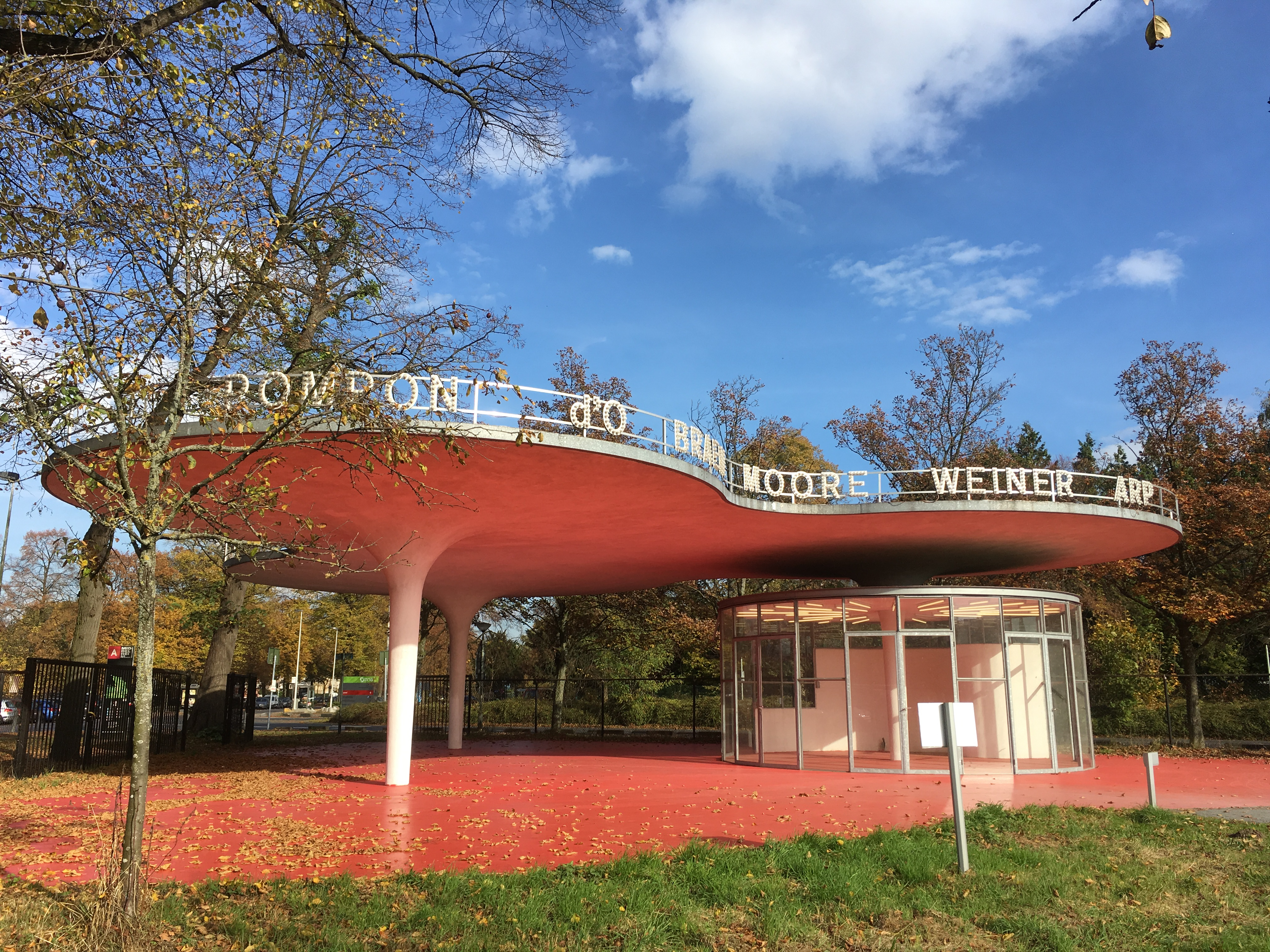
Vstup umělců (Artiesteningang) Middelheimmuseum Antverpy. John Kormeling 2004

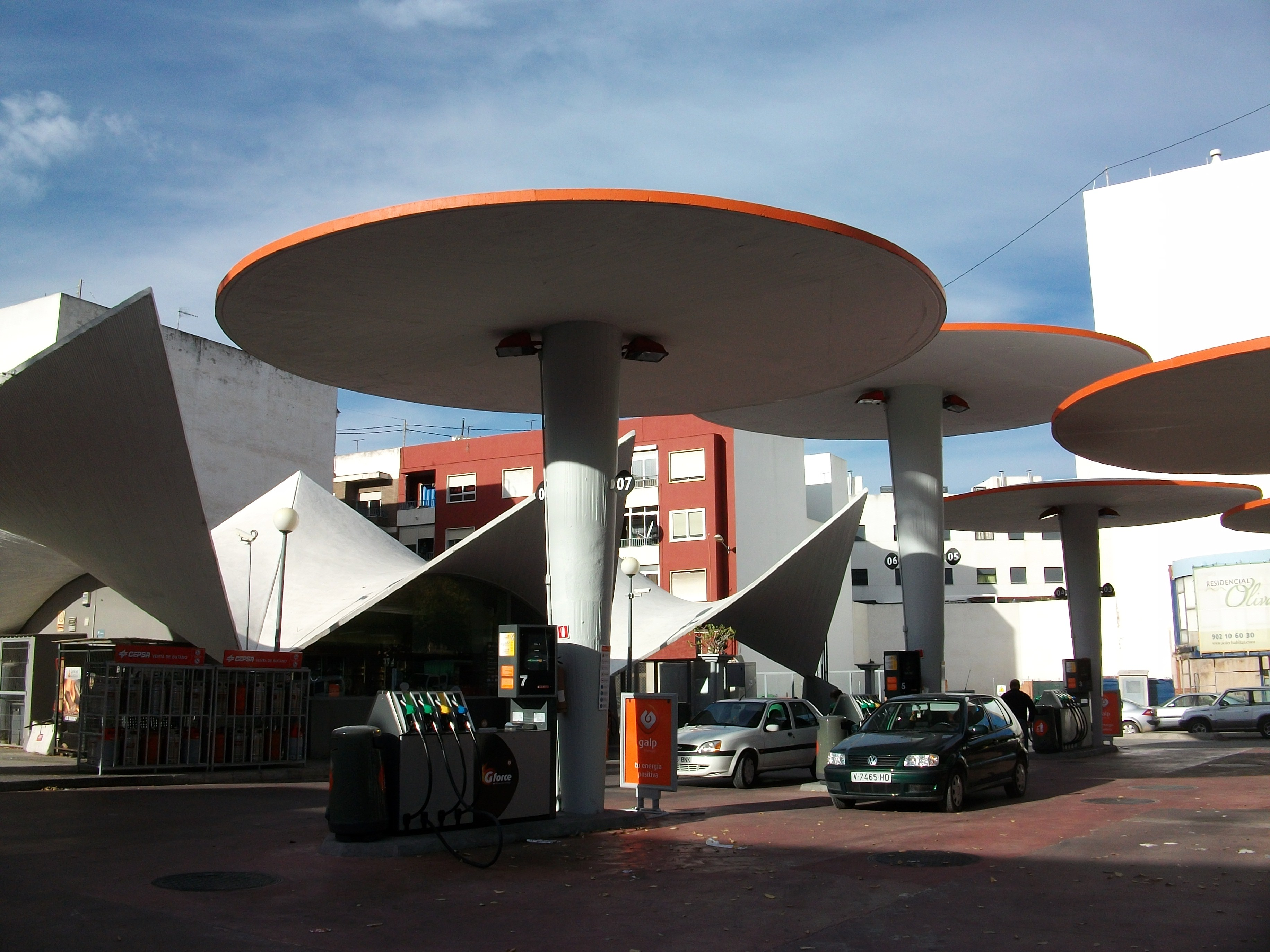
Čerpací stanice pohonných hmot-Benzina el Rabolet d'Oliva, Valencie, architekt Juan de Haro Piñar 1960

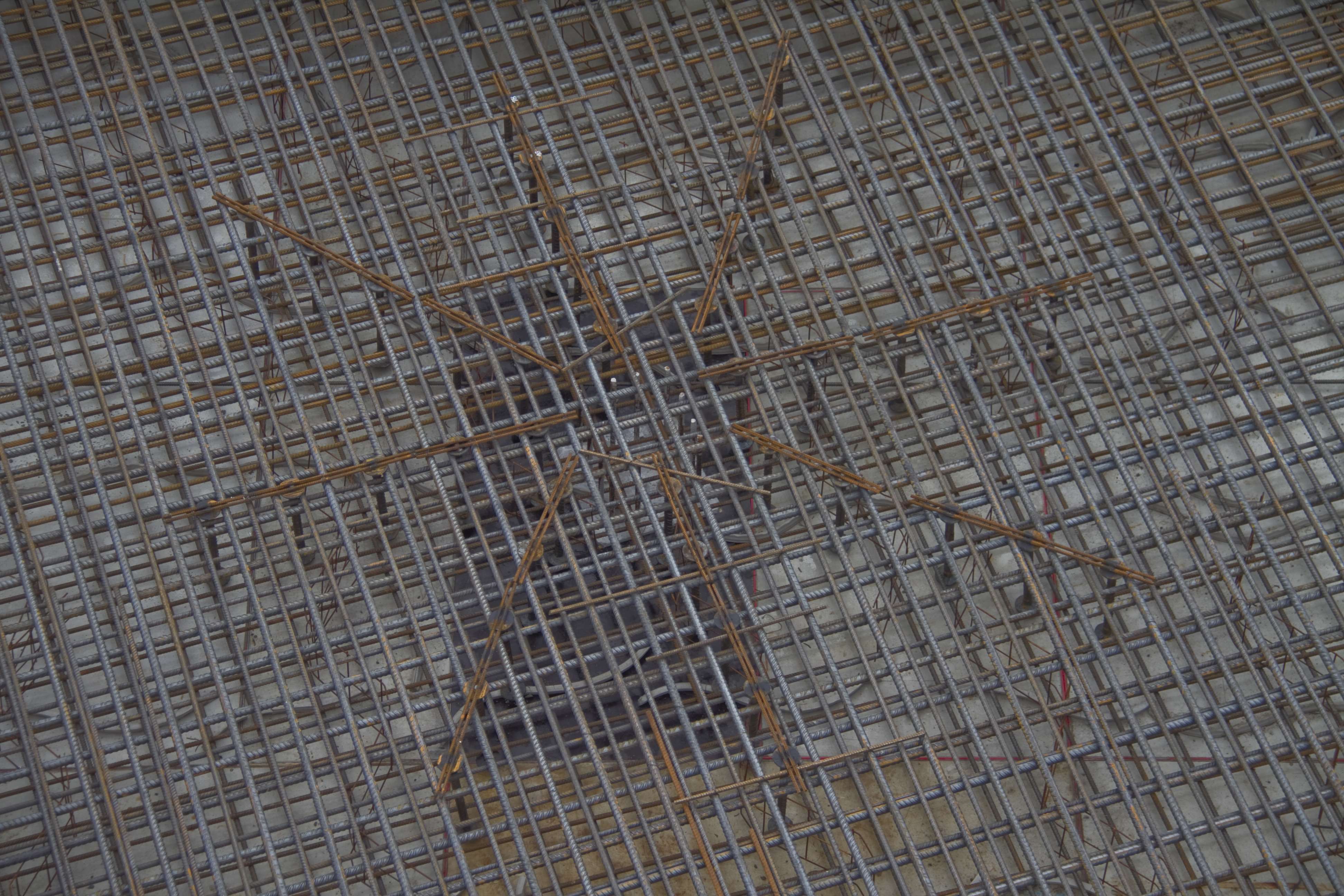
Zesílená výztuž „skryté“ hlavice u ploché varianty hřibového stropu

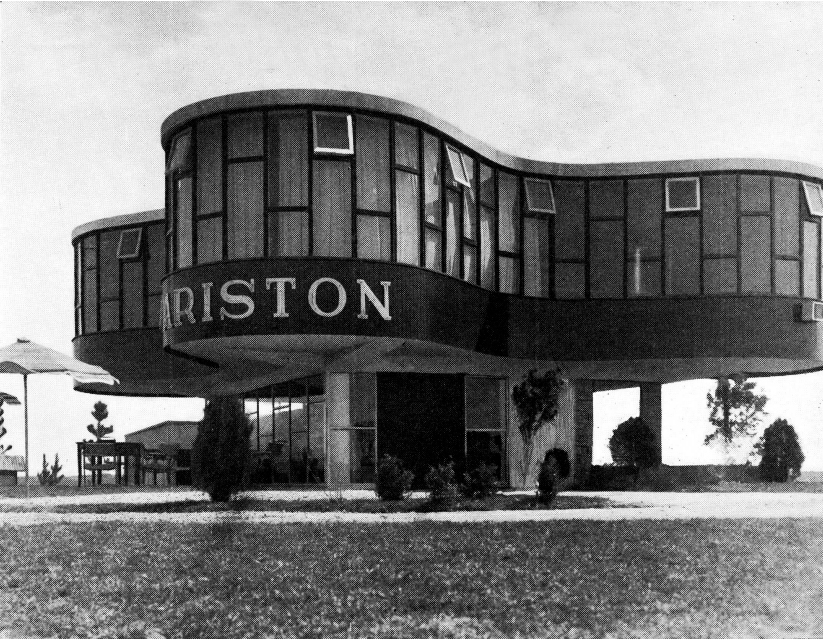
Budova Parador Ariston při pláži barri la Serena Avenida Presidente Ilia,Santa Rosa del Mar, architekt: Marcel Breuer 1948

U hřibových stropů je funkce nákladných průvlaků jedno nebo obousměrných nahrazena hřibovou hlavicí nad vrcholem sloupu, která pomáhá roznášet síly tak, aby nedošlo k protlačení („propíchnutí“) stropu v místě silného přenosu sil.

## Ploché stropy
Podstatou plochého stejně jako hřibového stropu je vynechání roznášecího roštu nebo rastru roznášecích průvlaků či vodorovných trámu a přenesení do jednoho bodu v kontaktu svislé podpory a vodorovné stropní (nebo střešní) desky

## Tenkostěnné (skořepinové) stropy
U plochých stropů, kde je velká potřeba nebo zájem na malé výšce desky (tenký strop), se zatížení přenáší ze stropu na podpěry také „skrytými hlavicemi“ ocelovými nebo kompozitními ocelovými nosníky instalovanými v jedné rovině se stropem (uvnitř výšky stropu), případně zesílenou výztuží v oblasti podpory, přičemž stropy mohou sestávat též z betonových dílců nebo prefabrikovaných betonových částí (strop stropu). Tento stropní systém byl vyvinut v severských zemích a je tam široce používán.

## Galerie sjednocených hřibových střech

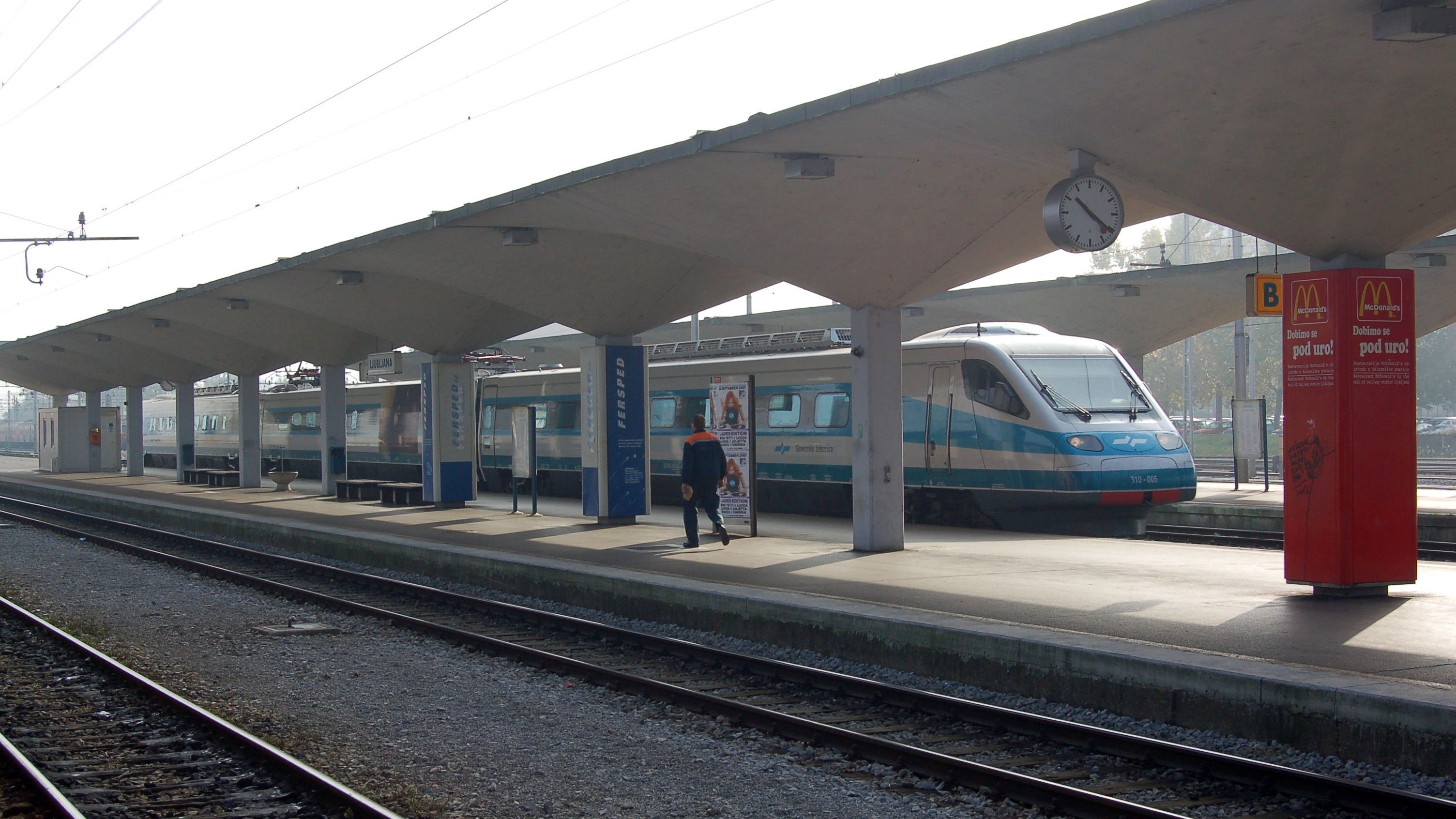
Sjednocená hřibová střecha (kolonáda), jako krycí přístřešek nástupiště nádraží v Lublani, architekt Evard Ravnikar(??)
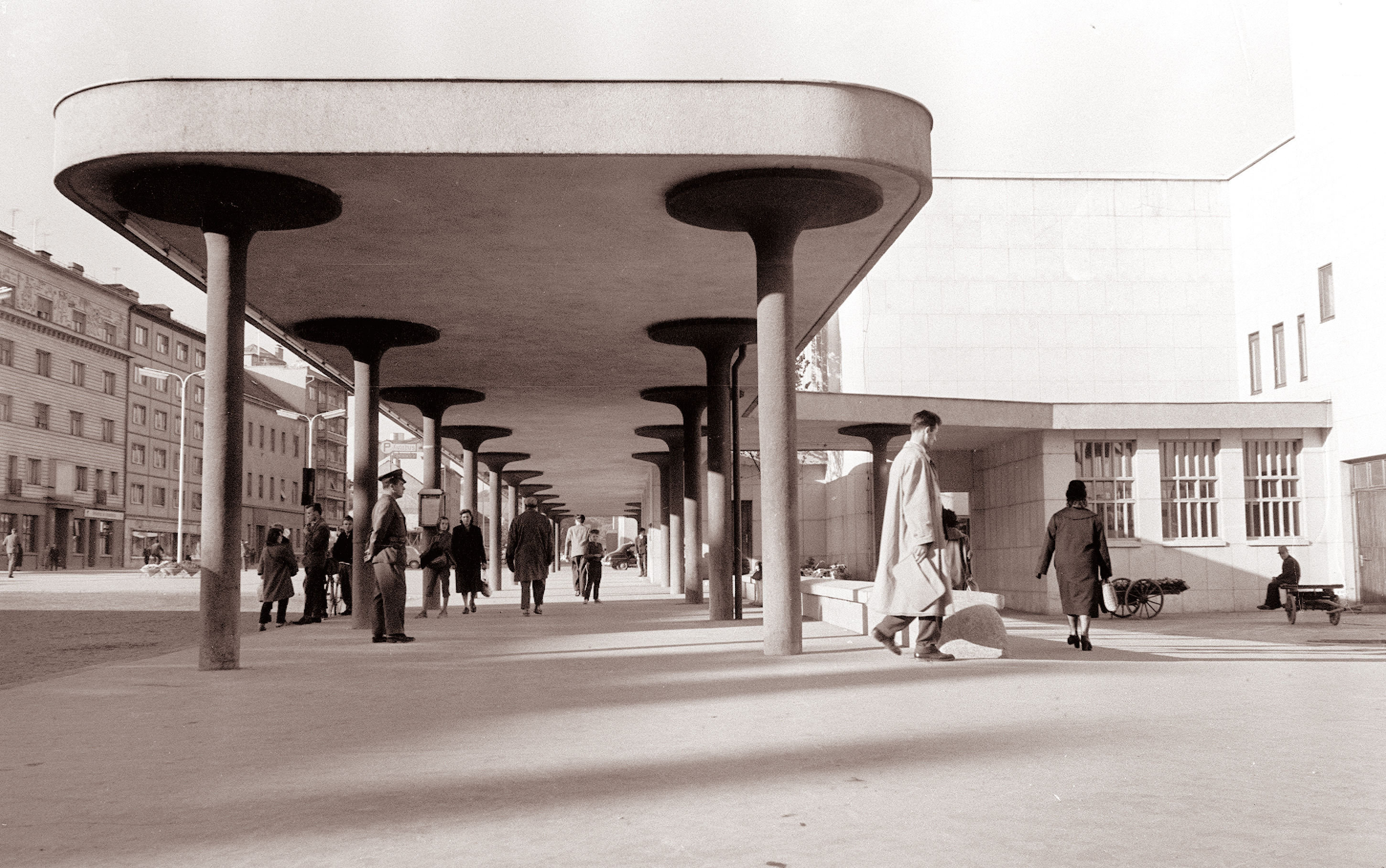
Kolonáda sjednocených hřibových střech před nádražím, Maribor, Slovinsko, architekt Milan Černigoj 1953–1955
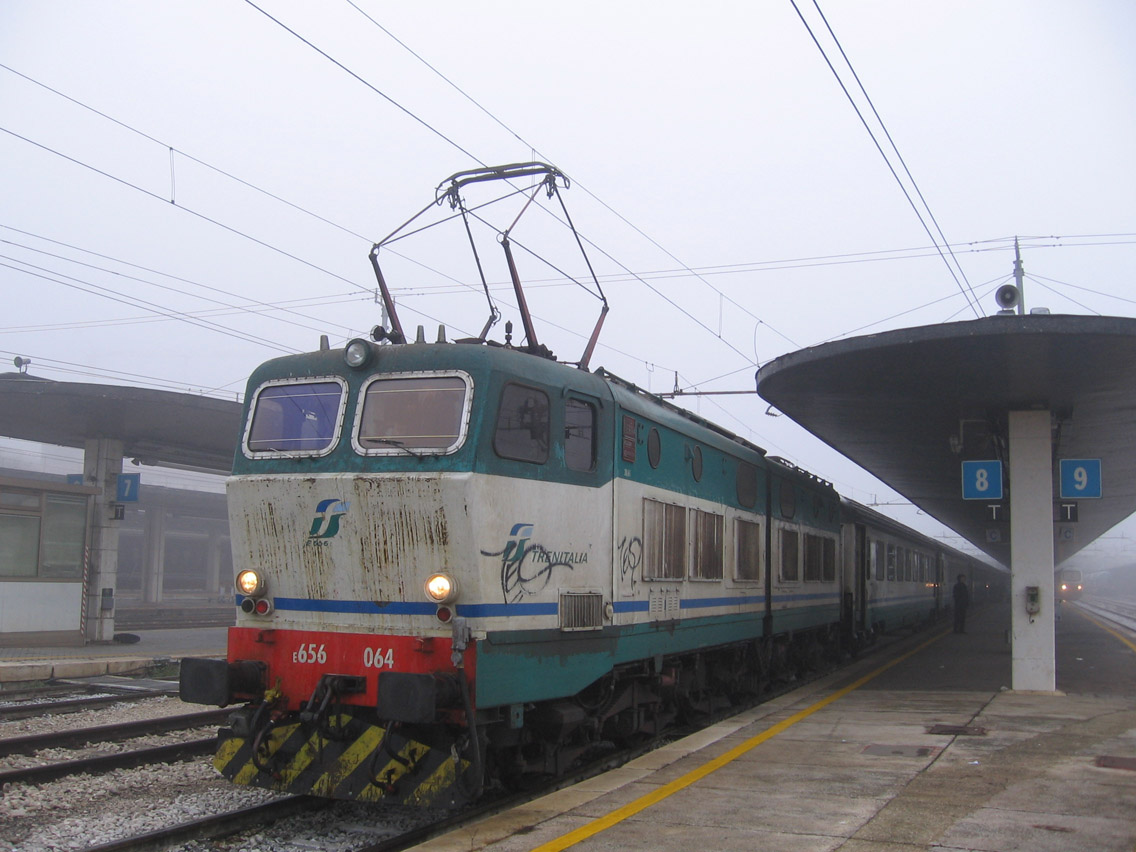
Sjednocená hřibová střecha nástupiště se skrytou hlavicí. Nádraží Santa Lucia, Benátky
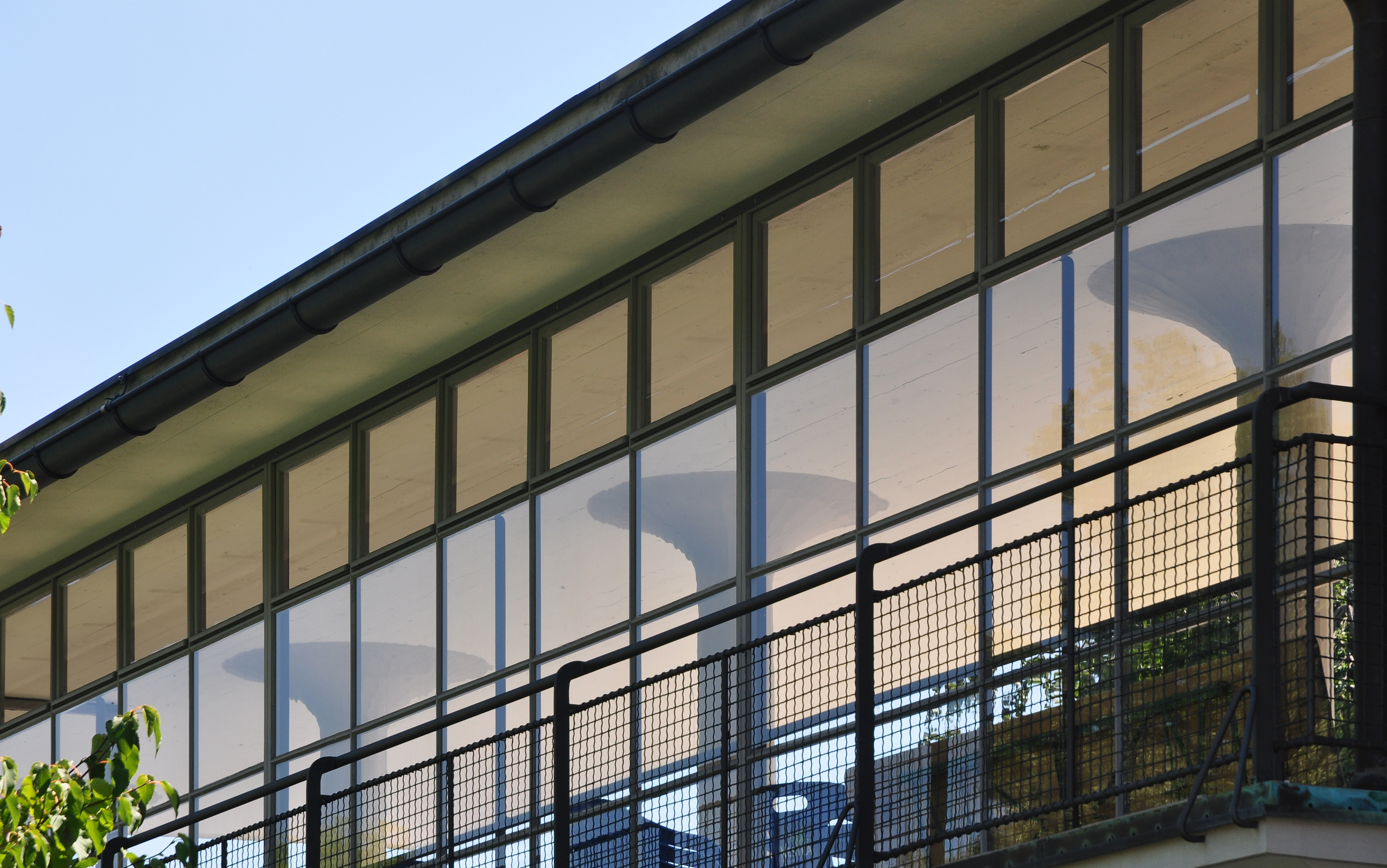
Sjednocená hřinová střecha v kolonádě z pohledového betonu. Allenmoos, Curych
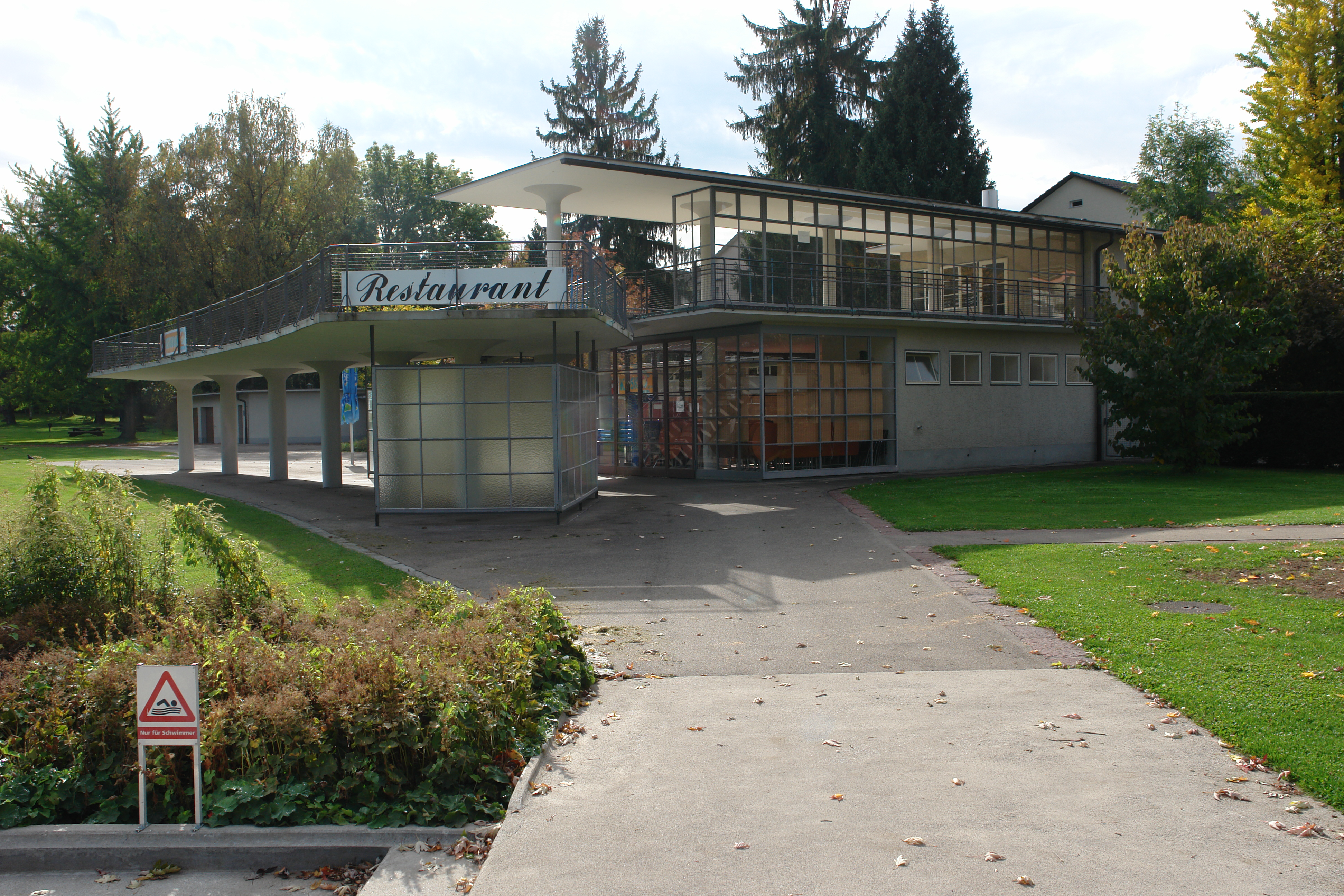
Sjednocená hřinová střecha v kolonádě z pohledového betonu. Allenmoos, Curych
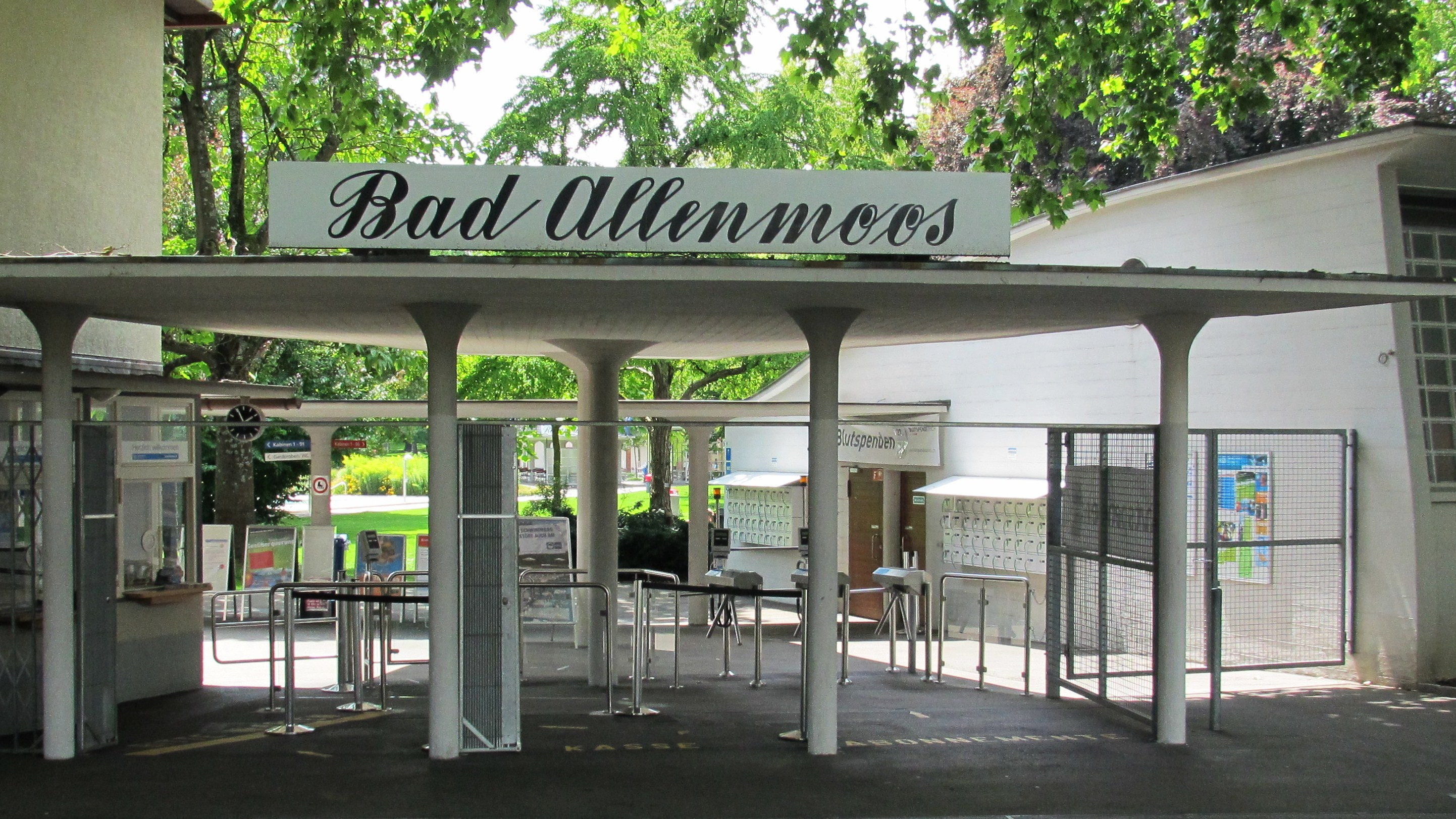
Hlavní vstup – lázně Allenmoos Curych-Oerlikon. Architekt Max Ernst Haefeli
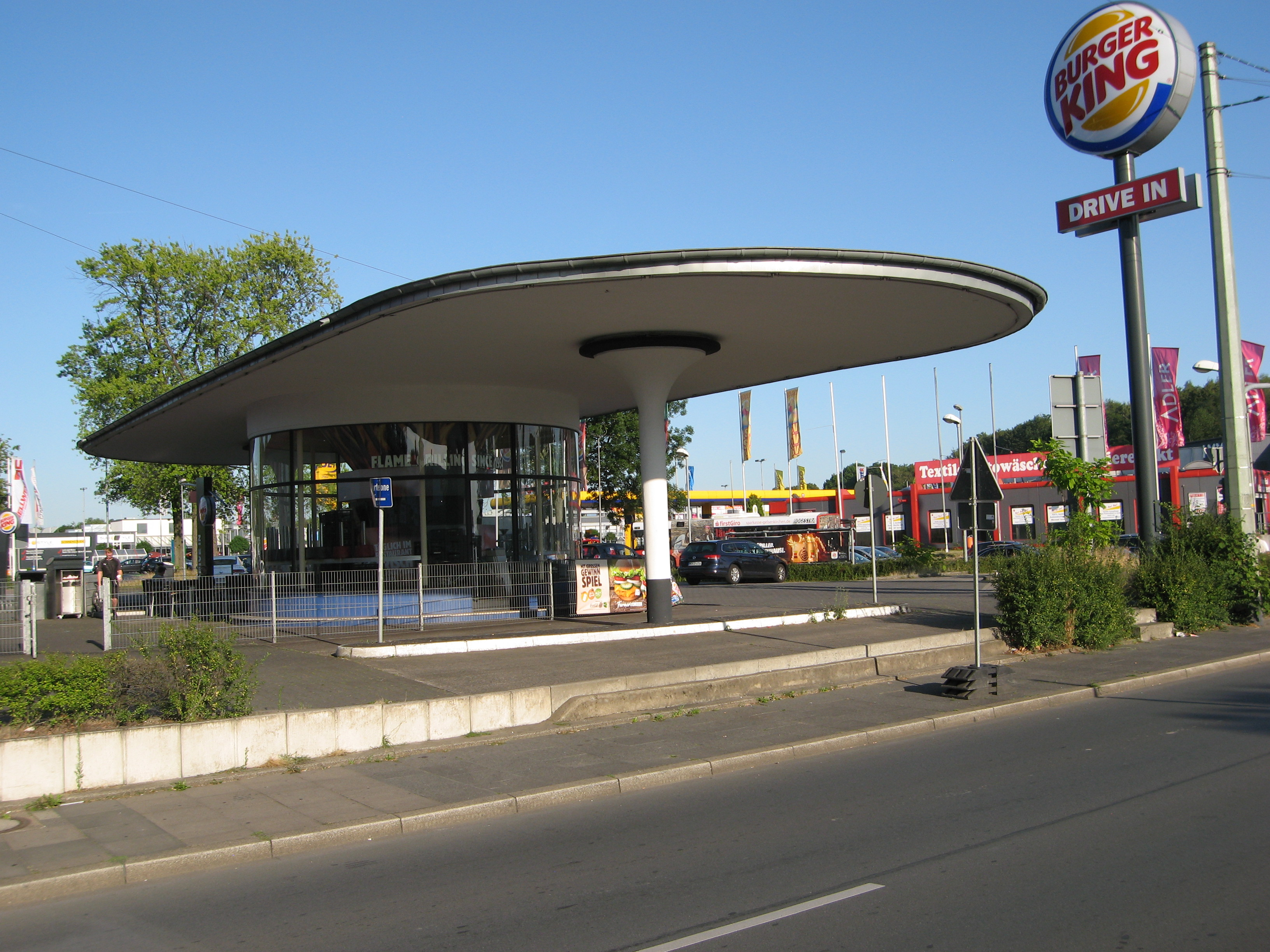
Původní čerpací stanice s hřibovou střechou a trombickou hlavicí, Riemker Straße/Dorstener Straße, Bochum, Německo. 1953–1954 autor neznám

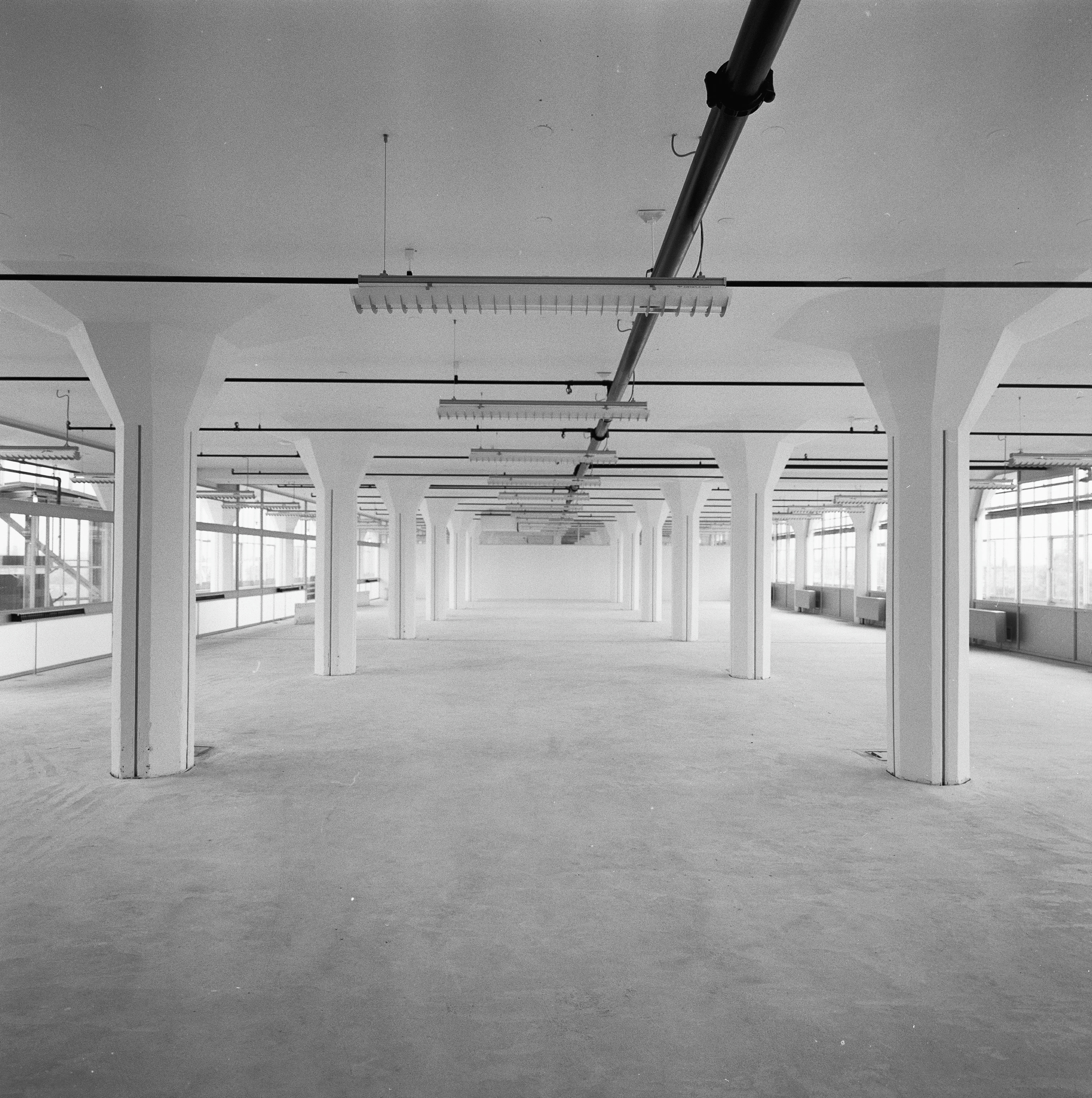
Polygonální verze hřibové hlavice haly skladiště – Van Nelle Factory. architekt van der Vlugt 1925–1931
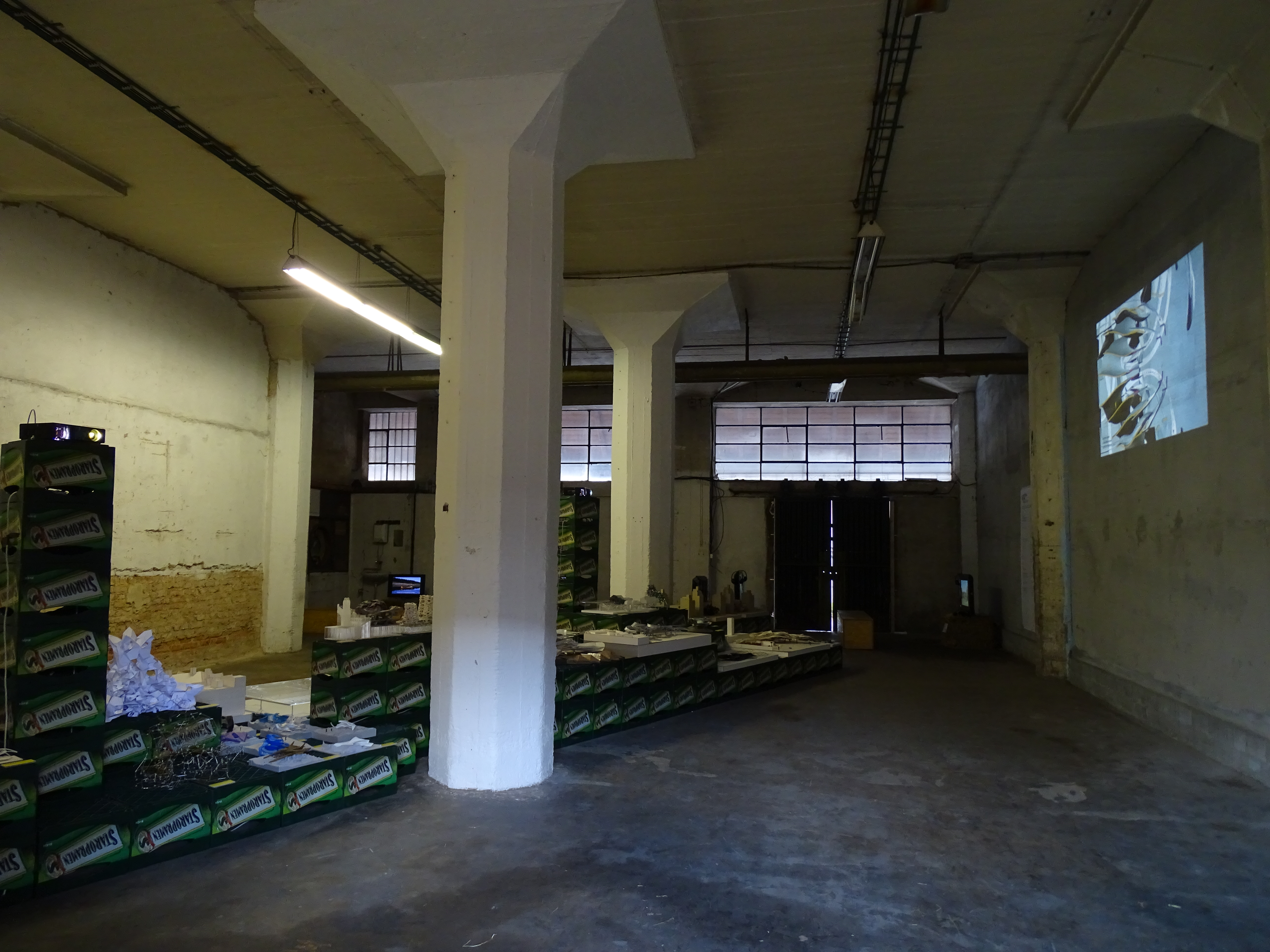
Hřibové hlavice ve skladišti nákladového nádraží Žižkov. . Autoři Karel Cavais a Vladimír Weiss, Ing. Skorkovský 1934–1937
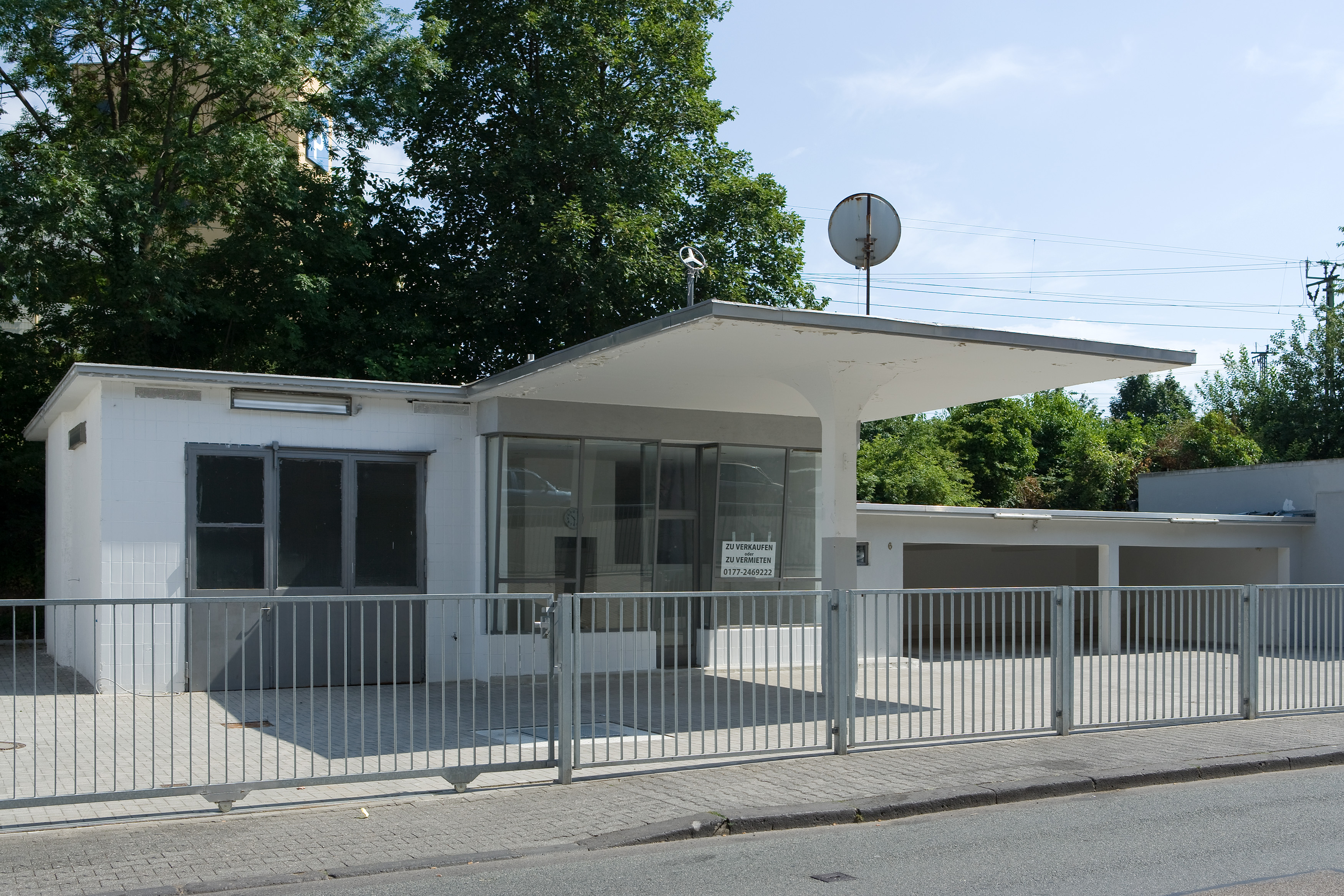
Trombická hřibová hlavice a stenká střecha čerpací stanice Konrad-Glatt-Strasse 4–6 Frankfurt nad Mohanem
Hřibové střechy a stropy  Wax Corporation Building, 1525 Howe Street, Racine. Architekt Frank L. Wright 1936
Hřibové střechy a stropy  Wax Corporation Building, 1525 Howe Street, Racine. Architekt Frank L. Wright 1936
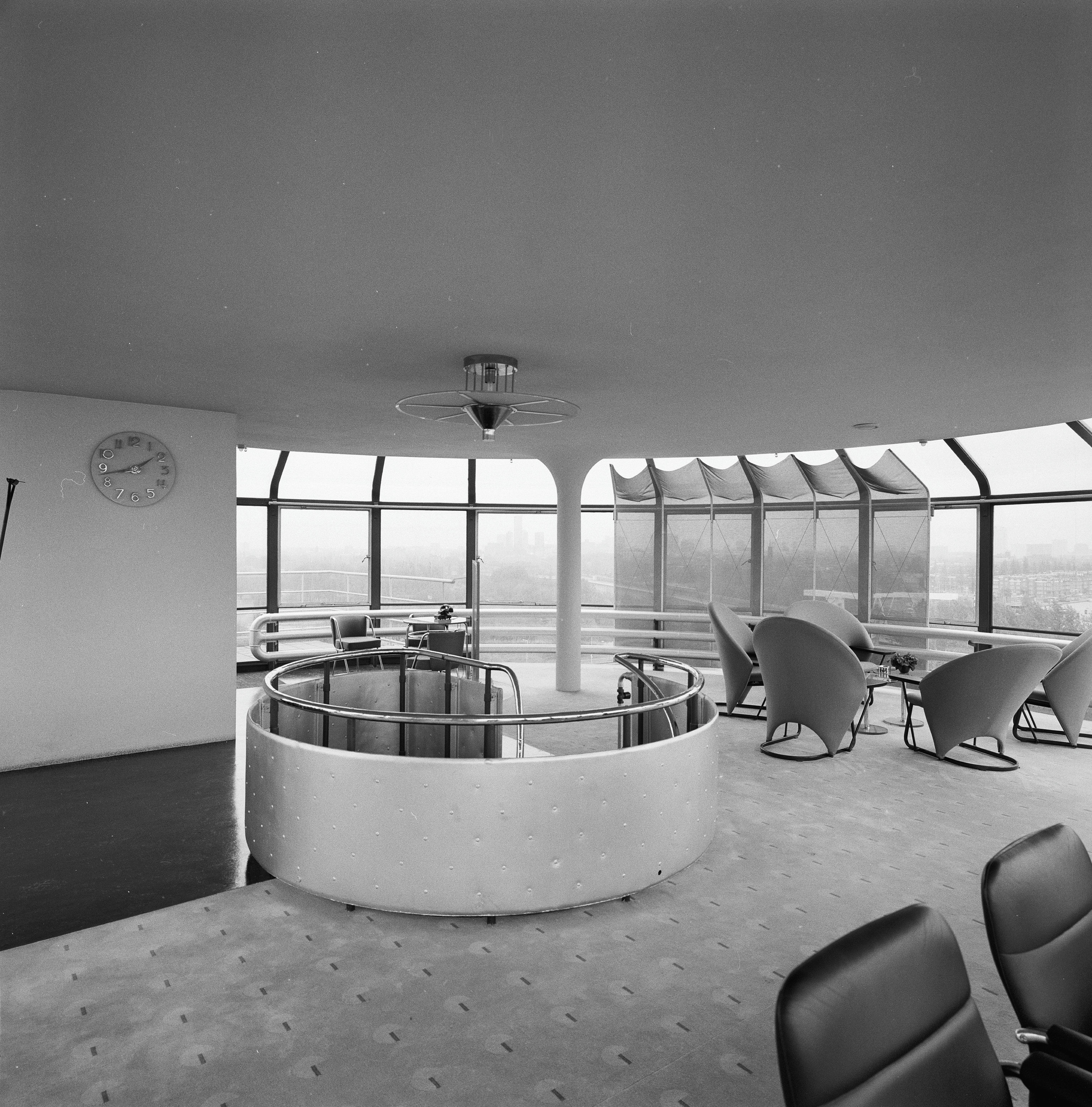
Trombická verze hřibové hlavice nesoucí kruhovou střechu horního altánu – Továrna Van Nelle. architekt van der Vlugt 1925–1931
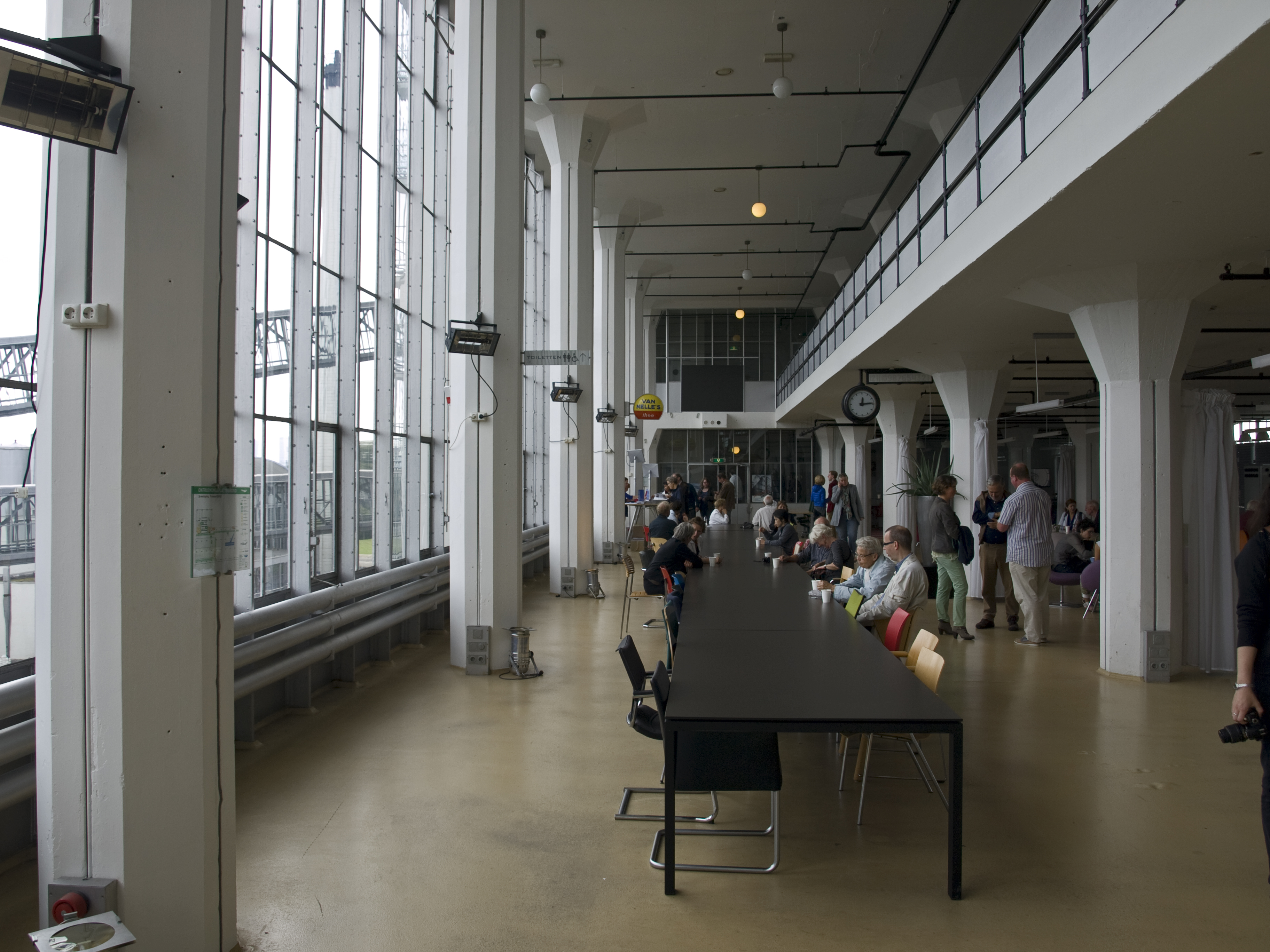
Polygonální verze hřibové hlavice, lobby – Van Nelle Factory. architekt Leendert van der Vlugt 1925–1931
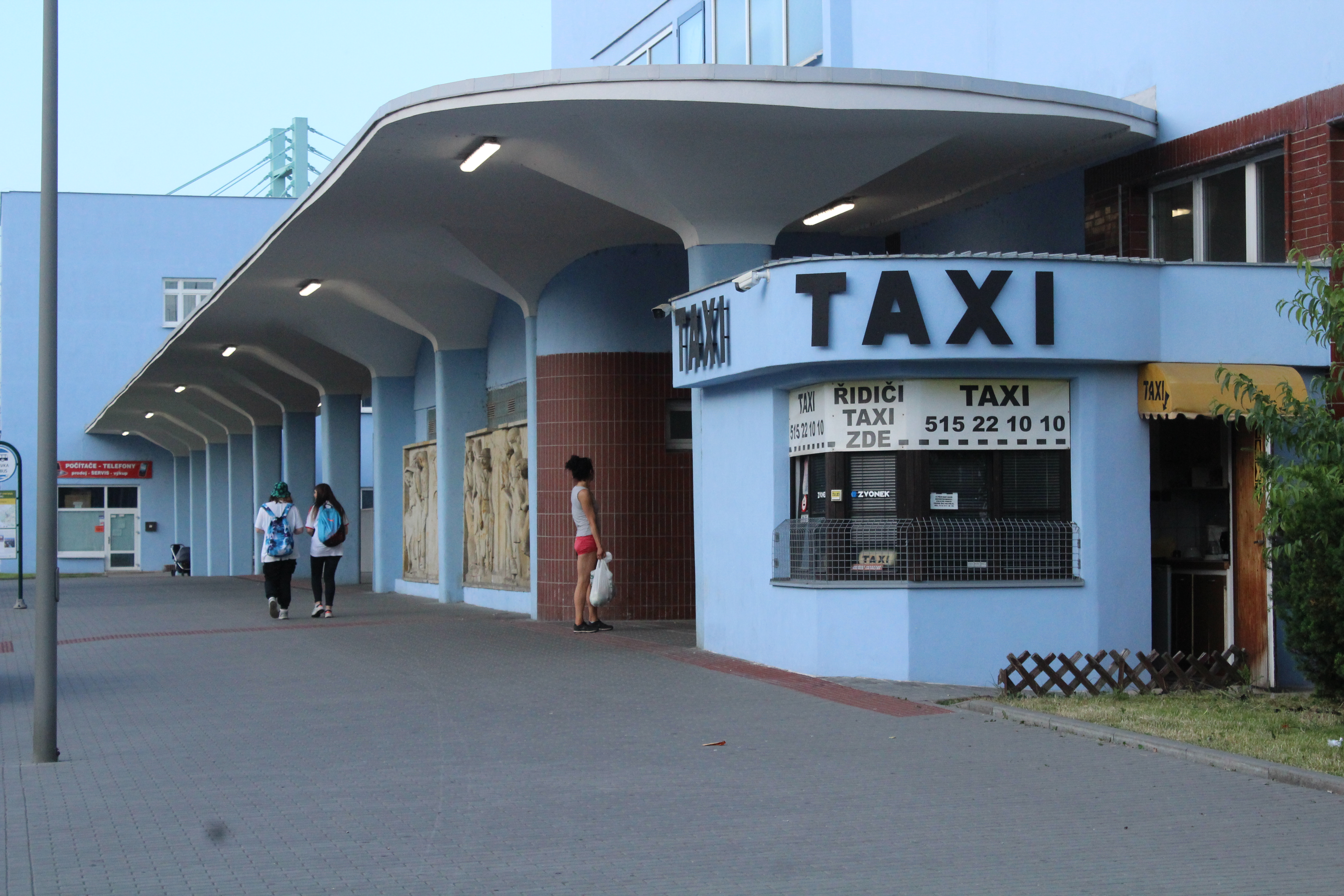
Podélná kolonáda z hřibových střech před hlavním nádražím ve Znojmě. architekt Pavel Moravec 1949–1951